# Dolkstootlegende
De dolkstootlegende is een complottheorie die, na de Duitse nederlaag in de Eerste Wereldoorlog, opgeld deed onder Duitse nationalisten en conservatieven. De dolkstootlegende stelde dat Duitsland de oorlog niet had verloren op het slagveld, maar door het ageren van verschillende groepen aan het thuisfront, met name Joden, linkse revolutionairen en linkse republikeinen. Volgens deze complottheorie hadden genoemde groepen de positie van Duitsland ondermijnd door de Novemberrevolutie van 1918, en het vervolgens aan de macht brengen van een (linkse) burgerlijke regering, die het bevel aan de legerleiding gaf om de strijd te staken. Een ander onderdeel was de stelling dat Duitse Joden in groten getale geprobeerd zouden hebben de militaire dienstplicht te ontlopen. De naam verwijst naar de sage van Siegfried, de Germaanse held die in de rug werd gestoken.
De dolkstootlegende was tijdens de Weimarrepubliek een geliefd, vaak aangehaald thema onder extreemrechtse politici, partijen en groeperingen, waarbij uiteindelijk de Joden als hoofdverantwoordelijken voor het Duitse verlies werden aangewezen. Het antisemitisme in Duitsland nam toe.
De consensus onder historici is dat de dolkstootlegende niet op waarheid berust; gezien de staat van het Duitse leger in 1918 was een militair verlies onvermijdelijk. Daarnaast waren Duitse Joden, anders dan de theorie beweert, juist oververtegenwoordigd in het legerpersoneel en onder de frontsoldaten.

## 'Dolkstoot in de rug'
Volgens nationalistisch rechts had de regering, vanuit het thuisfront/het achterland, aan het Duitse leger de 'dolkstoot in de rug' gegeven, die de nederlaag had veroorzaakt in een in militair opzicht nog kansrijke oorlog. Deze tegenwoordig als legende beschouwde opvatting, vond zijn ontstaan in een actie van de legertop van het Duitse leger, het Deutsches Heer, om zo de verantwoordelijkheid voor de Duitse nederlaag af te kunnen wentelen op de nieuwe, linkse regering. Hierin zaten, voor het eerst in de Duitse geschiedenis, ook socialisten en liberalen.

### Oorlogspropaganda en Duitse nederlaag

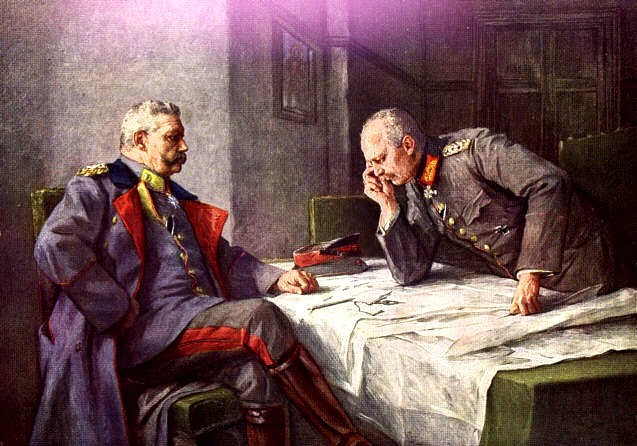
Propagandistische afbeelding
van Hindenburg en Ludendorff

Door de oorlogspropaganda had het Duitse volk een geheel verkeerd beeld gekregen van het verloop van de oorlog. De Duitsers werd voorgespiegeld dat de grote doorbraak aan het westfront ieder moment kon gebeuren, zodat de Entente, een bondgenootschap tussen met name Frankrijk en Rusland, opgerold zou worden. Volgens de propaganda stonden de Duitse legers nog steeds diep op vijandelijk gebied, en waren er zelfs in de zomer van 1918 nog significante terreinwinsten geboekt. Het was waar dat Rusland vrede had gesloten met Bulgarije, Duitsland, Oostenrijk-Hongarije en het Ottomaanse Rijk, en bij de Vrede van Brest-Litovsk had Rusland grote gebieden moeten afstaan. De propaganda rekende op Oekraïne, om het hongerende Duitsland en Oostenrijk het dringend benodigde graan te leveren. Dat Duitsland in oktober 1918 'opeens' onderhandelingen tot overgave begon, kwam voor de bevolking dan ook als een grote schok. Op initiatief van Erich Ludendorff was er van tevoren wel een parlementaire regering gevormd onder leiding van prins Max van Baden. Deze regering had een overwegend 'linkse' signatuur.
Het was deze regering die verantwoordelijk werd voor het sluiten van vrede met de
Entente, zodat de legerleiding naar buiten kon treden met de opvatting dat niet zij de strijd had verloren maar dat de linkse regering haar een dolkstoot in de rug had gegeven. Verder zouden linkse stakende arbeiders in Duitsland hebben bijgedragen aan het klimaat waarin de regering het leger had kunnen afvallen. Verder is het van belang dat het wapenstilstandsakkoord getekend werd door de burgerlijke overheid en niet door militairen.
De conservatieven en de militairen legden de schuld van de verloren oorlog bij de Weimarrepubliek. Die had immers het keizerrijk ten val gebracht en vrede gesloten, terwijl het Duitse leger nog wel verder had kunnen strijden en wellicht nog kunnen winnen. In deze opvatting was de regering dan ook schuldig aan het 'Diktat' (het Verdrag van Versailles) dat door de Entente was opgelegd.

### 'Dolkstoot in de rug' in plaats van eigen falen
In werkelijkheid was de oorlog  verloren, en waren de laatste Duitse reserves aan manschappen en oorlogsmaterieel bijna 'verbruikt'. De geallieerde blokkade had  schaarste en een hongersnood veroorzaakt. De Centrale bondgenoten van Duitsland gaven zich stuk voor stuk over, en met de overgave van Oostenrijk-Hongarije kwam de Duitse zuidgrens open te liggen. Zelfs het verdrag van Brest-Litovsk, dat vrede aan het Oostfront bracht, kon de nederlaag in het westen niet meer voorkomen. Begin november 1918 was de militaire positie van Duitsland uitzichtloos.
Ook was de omwenteling niet in gang gezet door linkse partijen, maar begonnen en mede ondersteund door militairen. Op 4 november 1918 kwamen de zeelui en mariniers van de Hochseeflotte in Kiel in opstand tegen een plan van de marineleiding om strijdend ten onder te gaan tegen de Britse Royal Navy. Om zich te vertegenwoordigen kozen ze raden, de Arbeiter- und Soldatenräte. Deze beweging zette zich door in vele Noord-Duitse en later ook Zuid-Duitse steden, waarin uiteindelijk ook de burgers en linkse partijen gingen deelnemen. Generaal Gröner deelde uiteindelijk aan de keizer mee dat hij niet langer op de gehoorzaamheid van het Duitse leger kon rekenen.
De militaire staf, onder leiding van Ludendorff, had in de zomer van 1918 een laatste offensief gelanceerd, de zogenaamde Kaiserschlacht. Na aanvankelijke terreinwinst waren de Duitsers echter weer teruggedreven. De Duitse legertop zag in dat de definitieve ineenstorting nabij was. Ze adviseerde de regering vredesonderhandelingen te starten, voordat de geallieerden vanuit het westen Duitsland zouden binnentrekken. Maar de tot dan nog nooit verslagen Pruisische generaals konden deze afgang vanaf het slagveld niet verkroppen. Ze fabriceerden de Dolkstootlegende, om zo hun verantwoordelijkheid voor de Duitse nederlaag op anderen af te kunnen wentelen. De nederlaag was echter het gevolg van hun eigen onderschatting van de geallieerde gevechtskracht, en hun overschatting van de Duitse militaire capaciteiten. Door een groot deel van de bevolking werd deze complottheorie voor zoete koek geslikt.

## Gevolgen
In een sfeer van breed gedragen Duitse afkeer van het verdrag van Versailles, werd de dolkstootlegende uitgedragen door veteranenorganisaties als Stahlhelm, en extreemrechtse partijen als de Deutschnationale Volkspartei (DNVP) en de Nationalsozialistische Deutsche Arbeiterpartei (NSDAP). De in diepe crisis verkerende en onpopulaire, prille Weimarrepubliek zag zich geconfronteerd met de voortdurende dreiging van zowel een links-communistische, als een rechts-conservatieve staatsgreep, een economische depressie met een gigantische inflatie en werkloosheid, en kreeg zogezegd zelf de dolkstoot in de rug. Deze voortdurende instabiliteit droeg sterk bij aan de opkomst van een sterke man, met een reactionaire visie: Adolf Hitler. Het ontbreken van een gevestigde, en gedegen Duitse politiek-democratische cultuur wreekte zich nu, het inmiddels verdwenen keizerrijk was slechts semi-constitutioneel ingericht geweest.

### Dolkstootproces
De dolkstootlegende kwam tot uiting in het Münchener Dolkstootproces  (19 oktober-20 november 1925), een smaadproces tussen twee krantenredacteuren. De rechtbank veroordeelde de aangeklaagde redacteur wegens smaad, maar beoordeelde de legende zelf als ongegrond.